# Jerusalem Embassy Act
Lire en ligne

(en) Jerusalem Embassy Act of 1995 (Wikisource anglophone)

Le Jerusalem Embassy Act (« Loi de l'ambassade à Jérusalem ») est une loi du Congrès des États-Unis du 8 novembre 1995 qui reconnaît Jérusalem comme capitale de l'État d'Israël, demande que la ville demeure indivise et prévoie des fonds pour y déplacer l'ambassade américaine avant le 31 mai 1999,.
Cette loi permettait aussi au président des États-Unis de signer des dérogations périodiques (waivers) pour en différer l'application, ce que firent les présidents Bill Clinton, George W. Bush, Barack Obama et une fois Donald Trump. Mais en 2017 ce dernier cesse cette pratique et applique la loi du Congrès.
Les États-Unis inaugurent officiellement leur ambassade à Jérusalem le 14 mai 2018.

## Histoire
Pendant plus de vingt ans, les présidents américains successifs (Bill Clinton jusqu'en 2001, George W. Bush de 2001 à 2009 et Barack Obama de 2009 à 2017) choisissent de signer des dérogations leur permettant de remettre à plus tard l'application de cette loi. Cette volonté est motivée par l'espoir de d'abord faire avancer la paix.
Le 6 décembre 2017, le président Donald Trump décide d'appliquer la loi et reconnaît Jérusalem comme capitale d'Israël, tout en donnant des instructions pour y transférer l'ambassade américaine. Le lendemain, le secrétaire d'État, Rex Tillerson, motive cette décision par le constat que, de fait, les institutions politiques israéliennes se trouvent à Jérusalem. « Il s’agit de reconnaître la réalité sur le terrain », déclare-t-il. De plus, pour la nouvelle administration américaine, différer cette reconnaissance n'a pas permis de faire avancer la paix dans la région et donc ne se justifie plus.